# Bushmeat

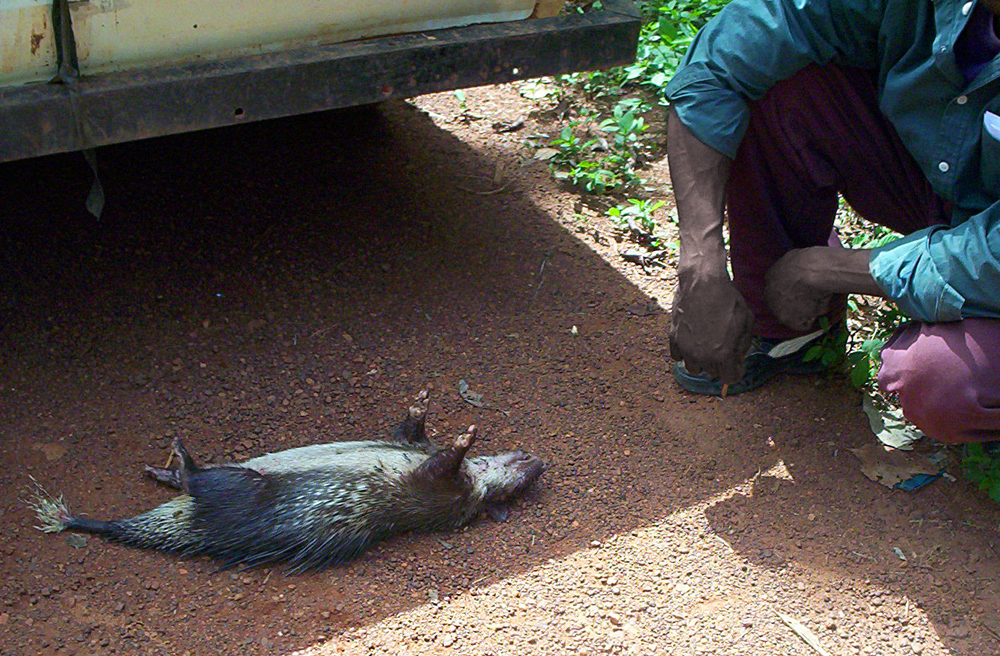
Jeżatka afrykańska zabita dla mięsa w Kamerunie

Bushmeat – mięso pozyskiwane z dzikich zwierząt lądowych, głównie w Afryce, ale również w Azji. Terminem tym określane jest mięso ssaków naczelnych i kopytnych, gryzoni oraz ptaków.
Rocznie w samej tylko Afryce pozyskuje się ok. 1 miliona ton mięsa. Ofiarami kłusowników padają często zwierzęta zagrożone wyginięciem takie jak: szympansy, goryle (chętnie pozyskiwane w Kamerunie, jednak nie jest znana liczba goryli zabijanych każdego roku) jak równie wiele innych naczelnych. Bushmeat stanowi ważny pokarm ludności afrykańskiej. W ostatnich latach mięso to coraz częściej przywożone jest do Europy, Kanady i Stanów Zjednoczonych.